# Caesalpinia granadillo
Caesalpinia granadillo är en ärtväxtart som beskrevs av Henri François Pittier. Caesalpinia granadillo ingår i släktet Caesalpinia och familjen ärtväxter. Inga underarter finns listade i Catalogue of Life.